# Adriana Olguín
Luz Adriana Margarita Olguín Büche, también conocida como Adriana Olguín de Baltra (Valparaíso, 18 de noviembre de 1911-Viña del Mar, 24 de diciembre de 2015) fue una abogada y política chilena. Se desempeñó como ministra de Justicia de su país, durante el gobierno del presidente radical Gabriel González Videla, siendo la primera mujer latinoamericana en ocupar el cargo de ministra de Estado.

## Familia y estudios
Nació en la ciudad chilena de Valparaíso el 18 de noviembre de 1911, hija de Arsenio Olguín y Adela Büche. Realizó sus estudios primarios en el Liceo N° 2 de Niñas de su ciudad natal y posteriormente ingresó en la Facultad de Ciencias Jurídicas y Sociales de la Universidad de Chile. En 1936 fue aprobada su tesis de licenciatura Las lagunas de la ley y el arbitrio judicial, y dos años más tarde se tituló de abogado con "distinción unánime", siendo además premiada por el Colegio de Abogados.
En su época universitaria conoció al economista y militante radical Alberto Baltra, con quien se casó el 24 de diciembre de 1940 y tuvo un hijo, Luis Alberto.

## Carrera profesional y política
A diferencia de lo que sucedía con la mayoría de las mujeres de su época, no se dedicó por completo a las labores del hogar. Asumió diversas actividades públicas, ya sea profesionales (fue abogada de la Aduana de Valparaíso), académicas (se desempeñó como profesora de derecho constitucional y derecho administrativo en la Escuela de Vistas de Aduana) y políticas.[cita requerida]
En este último ámbito destacó su participación en organizaciones de reivindicación de los derechos de la mujer, que se agrupaban en la Federación Chilena de Instituciones Femeninas (Fechif), además de asumir la dirección de la Oficina de Colocación en 1950, y de fundar la Agrupación Nacional de Amas de Casa. Al igual que su marido, se hizo simpatizante del Partido Radical (PR), aunque —contrario a lo que establecen algunas fuentes— no militó en él.

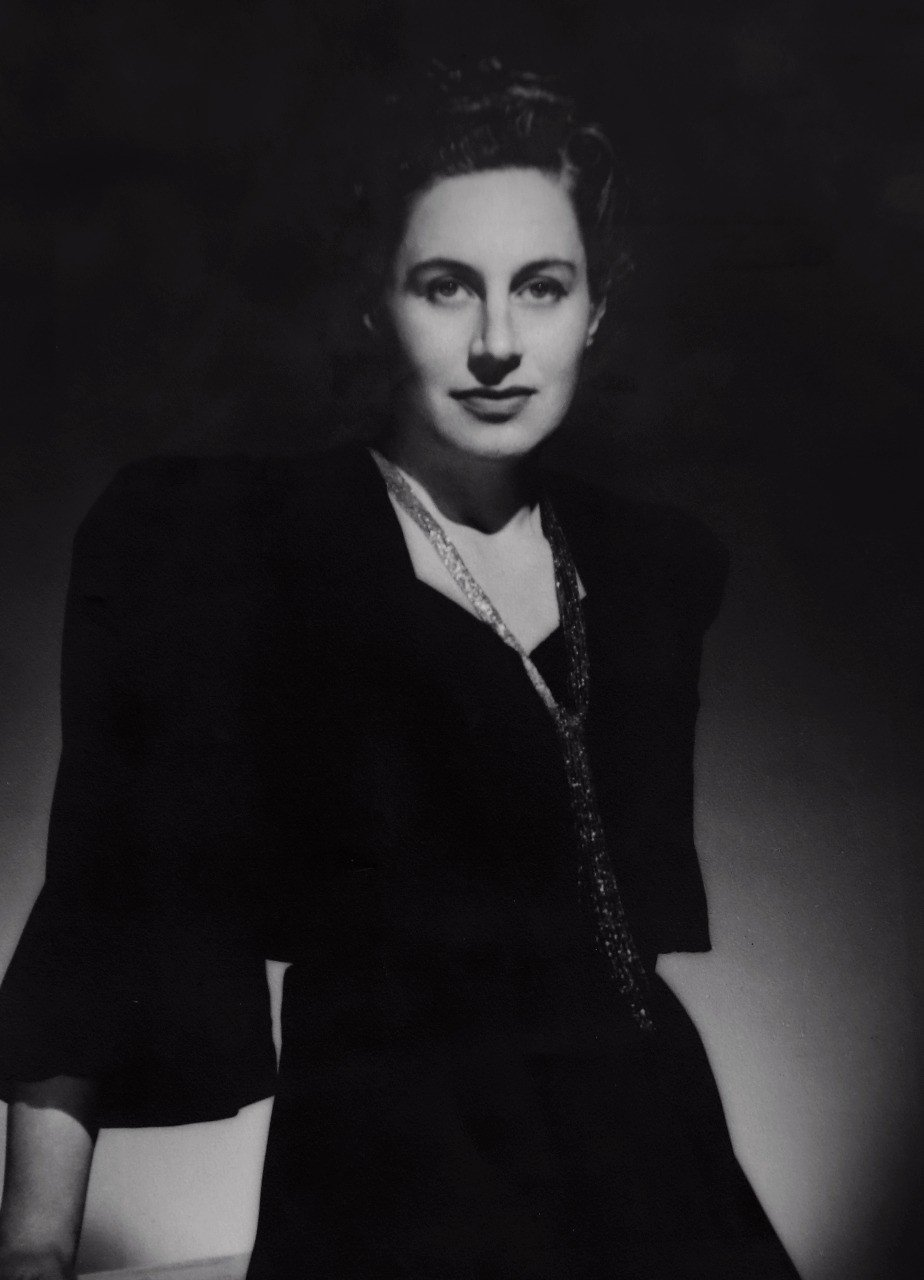
Retrato de Olguín como ministra de Justicia en 1952.

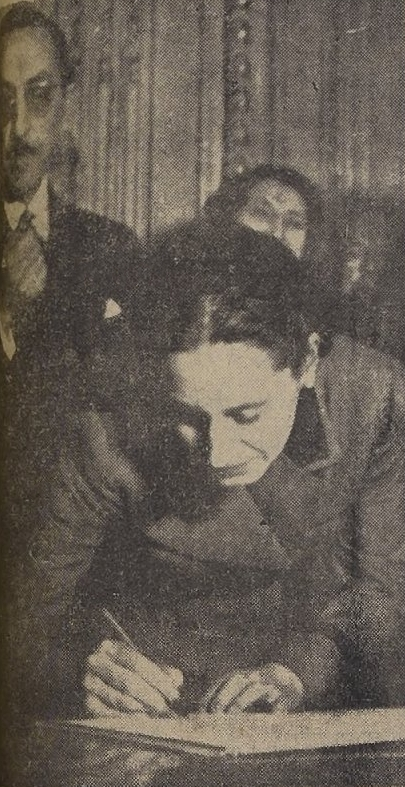
Olguín firmando el decreto de su nombramiento como ministra de Justicia; a su espalda se encuentra el entonces subsecretario del Interior, Héctor Grez Oyarzún, como testigo de rigor.

El 29 de julio de 1952, asumió como ministra de Justicia, como parte del último gabinete del presidente radical Gabriel González Videla, que tuvo un carácter más técnico que político; se convirtió en la primera mujer chilena y latinoamericana que lideró un Ministerio. Su período en el cargo fue breve, ya que el 3 de noviembre de ese año finalizó el mandato de González Videla, que le entregó la presidencia al general Carlos Ibáñez del Campo. Este último, nombraría a la segunda mujer ministra, María Teresa del Canto, en la cartera de Educación Pública.
De forma paralela, entre 1946 y 1953, trabajó en la Oficina de la Mujer. Luego, en 1955, integró el consejo del Colegio de Abogados y fue presidenta de la Corporación del gremio, y durante la década de 1960, se desempeñó como asesora jurídica de la Contraloría General de la República (CGR). Posteriormente, entre 1981 y 1989, integró el Consejo de Estado convocado por la dictadura militar del general Augusto Pinochet.
El 3 de noviembre de 1983, en tanto, se convirtió en miembro de número de la Academia Chilena de Ciencias Sociales, Políticas y Morales, de la que fue vicepresidenta en dos períodos: 1995-1997 y 1998-2000.
Falleció el 24 de diciembre de 2015, a los 104 años. Durante el segundo gobierno del presidente Sebastián Piñera, el 8 de marzo de 2019, bajo el contexto del Día Internacional de la Mujer, la principal sala de reuniones del Ministerio de Justicia y Derechos Humanos de Chile, fue renombrada como «sala Adriana Olguín Büche».